# أقتشة أوبة (ديزجرود الغربي)
أقتشة أوبة (بالفارسية: آقچه‌اوبه) هي قرية تقع في إيران في أذربيجان الشرقية. يقدر عدد سكانها بـ 521 نسمة .